# Grand Prix Júnior de Patinação Artística no Gelo de 2000–01
O Grand Prix Júnior de Patinação Artística no Gelo de 2000–01 foi a quarta temporada do Grand Prix ISU Júnior, uma série de competições de nível júnior de patinação artística no gelo disputada na temporada 2000–01. São distribuídas medalhas em quatro disciplinas, individual masculino e individual feminino, duplas e dança no gelo. Os patinadores ganham pontos com base na sua posição em cada evento e os oito primeiros de cada disciplina são qualificados para competir na final do Grand Prix Júnior, realizada em Ayr, Reino Unido.
A competição é organizada pela União Internacional de Patinação (em inglês:  International Skating Union), a série Grand Prix começou em 23 de agosto e continuaram até 17 de dezembro de 2000.

## Calendário
| #     | Evento                                        | Localização               | Data              | Ref         |
| ----- | --------------------------------------------- | ------------------------- | ----------------- | ----------- |
| 1     | Grand Prix International St. Gervais de 2000  | Saint-Gervais, França     | 23–26 de agosto   | [ 1 ]       |
| 2     | Grand Prix Júnior da Cidade do México de 2000 | Cidade do México, México  | 14–17 de setembro | [ 2 ]       |
| 3     | Ukrainian Souvenir de 2000                    | Kiev, Ucrânia             | 21–24 de setembro | [ 3 ]       |
| 4     | Blue Swords de 2000                           | Chemnitz, Alemanha        | 5–8 de outubro    | [ 4 ]       |
| 5     | Grand Prix Júnior de Harbin de 2000           | Harbin, China             | 12–15 de outubro  | [ 5 ]       |
| 6     | Czech Skate de 2000                           | Ostrava, República Tcheca | 19–22 de outubro  | [ 6 ] [ 7 ] |
| 7     | Grand Prix Júnior de Gdańsk de 2000           | Gdańsk, Polônia           | 26–29 de outubro  | [ 8 ]       |
| 8     | Piruetten de 2000                             | Hamar, Noruega            | 2–5 de novembro   | [ 9 ]       |
| Final | Final do Grand Prix Júnior de 2000–01         | Ayr, Reino Unido          | 14–17 de dezembro | [ 10 ]      |

## Medalhistas

### Grand Prix Júnior de Saint-Gervais
| Evento                        | Ouro                                              | Prata                                             | Bronze                                       |
| Individual masculino detalhes | Anton Smirnov · Rússia                            | Nicholas Young · Canadá                           | Marc Olivier Bosse · Canadá                  |
| Individual feminino detalhes  | Kristina Oblasova · Rússia                        | Susanne Stadlmüller · Alemanha                    | Sarah Meier · Suíça                          |
| Duplas detalhes               | Kristen Roth · Michael McPherson · Estados Unidos | Svetlana Nikolaeva · Pavel Lebedev · Rússia       | Viktoria Shklover · Valdis Mintals · Estônia |
| Dança no gelo detalhes        | Alla Beknazarova · Yuriy Kocherzhenko · Ucrânia   | Lucie Kadlčáková · Hynek Bílek · República Tcheca | Marielle Bernard · Damien Biancotto · França |

### Grand Prix Júnior da Cidade do México
| Evento                        | Ouro                                             | Prata                                         | Bronze                                 |
| Individual masculino detalhes | Ryan Bradley · Estados Unidos                    | Stéphane Lambiel · Suíça                      | Shawn Sawyer · Canadá                  |
| Individual feminino detalhes  | Yukari Nakano · Japão                            | Susanne Stadlmüller · Alemanha                | Ann Patrice McDonough · Estados Unidos |
| Duplas detalhes               | Yuko Kawaguchi · Alexander Markuntsov · Japão    | Karine Avard · Marc-Etienne Choquet · Canadá  | Johanna Purdy · Kevin Maguire · Canadá |
| Dança no gelo detalhes        | Tanith Belbin · Benjamin Agosto · Estados Unidos | Miriam Steinel · Vladimir Tsvetkov · Alemanha | Nóra Hoffmann · Attila Elek · Hungria  |

### Ukrainian Souvenir
| Evento                        | Ouro                                           | Prata                                             | Bronze                                  |
| Individual masculino detalhes | Parker Pennington · Estados Unidos             | Sergei Dobrin · Rússia                            | Jeffrey Buttle · Canadá                 |
| Individual feminino detalhes  | Svetlana Chernyshova · Rússia                  | Svitlana Pylypenko · Ucrânia                      | Susanna Pöykiö · Finlândia              |
| Duplas detalhes               | Christen Dean · Joshua Murphy · Estados Unidos | Debora Blinder · Jeremy Allen · Estados Unidos    | Carla Montgomery · Jarvis Hetu · Canadá |
| Dança no gelo detalhes        | Alla Beknazarova · Yuri Kocherzhenko · Ucrânia | Viktoria Polzykina · Alexander Shakalov · Ucrânia | Oksana Domnina · Maxim Bolotin · Rússia |

### Blue Swords
| Evento                        | Ouro                                             | Prata                                         | Bronze                                          |
| Individual masculino detalhes | Stanislav Timchenko · Rússia                     | Evan Lysacek · Estados Unidos                 | Maxime Duchemin · França                        |
| Individual feminino detalhes  | Kristina Oblasova · Rússia                       | Sara Wheat · Estados Unidos                   | Tamara Dorofejev · Hungria                      |
| Duplas detalhes               | Amanda Magarian · Jered Guzman · Estados Unidos  | Svetlana Nikolaeva · Pavel Lebedev · Rússia   | Julia Shapiro · Dmitri Khromin · Rússia         |
| Dança no gelo detalhes        | Tanith Belbin · Benjamin Agosto · Estados Unidos | Miriam Steinel · Vladimir Tsvetkov · Alemanha | Elena Romanovskaya · Alexander Grachev · Rússia |

### Grand Prix Júnior de Harbin
| Evento                        | Ouro                                             | Prata                                       | Bronze                                              |
| Individual masculino detalhes | Ma Xiaodong · China                              | Johnny Weir · Estados Unidos                | Yingdi Ma · China                                   |
| Individual feminino detalhes  | Yukari Nakano · Japão                            | Marianne Dubuc · Canadá                     | Stephanie Zhang · Austrália                         |
| Duplas detalhes               | Zhang Dan · Zhang Hao · China                    | Ding Yang · Ren Zhongfei · China            | Yuko Kawaguchi · Alexander Markuntsov · Japão       |
| Dança no gelo detalhes        | Kendra Goodwin · Chris Obzansky · Estados Unidos | Nathalie Péchalat · Fabian Bourzat · França | Catherine Perreault · Charles A. Perreault · Canadá |

### Czech Skate
| Evento                        | Ouro                                       | Prata                                             | Bronze                                            |
| Individual masculino detalhes | Parker Pennington · Estados Unidos         | Sergei Dobrin · Rússia                            | Nicholas Young · Canadá                           |
| Individual feminino detalhes  | Sarah Meier · Suíça                        | Tamara Dorofejev · Hungria                        | Ye Bin Mok · Estados Unidos                       |
| Duplas detalhes               | Sima Ganaba · Amir Ganaba · Estados Unidos | Diana Rišková · Vladimir Futáš · Eslováquia       | Alena Maltseva · Oleg Popov · Rússia              |
| Dança no gelo detalhes        | Elena Khaliavina · Maxim Shabalin · Rússia | Viktoria Polzykina · Alexander Shakalov · Ucrânia | Lucie Kadlčáková · Hynek Bílek · República Tcheca |

### Grand Prix Júnior de Gdańsk
| Evento                        | Ouro                                            | Prata                                   | Bronze                                     |
| Individual masculino detalhes | Ryan Bradley · Estados Unidos                   | Andrei Griazev · Rússia                 | Stanislav Timchenko · Rússia               |
| Individual feminino detalhes  | Anna Jurkiewicz · Polônia                       | Colette Irving · Estados Unidos         | Carina Chen · Taipé Chinesa                |
| Duplas detalhes               | Julia Karbovskaya · Sergei Slavnov · Rússia     | Ding Yang · Ren Zhongfei · China        | Julia Shapiro · Dmitri Khromin · Rússia    |
| Dança no gelo detalhes        | Elena Romanovskaya · Alexander Grachev · Rússia | Oksana Domnina · Maxim Bolotin · Rússia | Mariana Kozlova · Sergei Baranov · Ucrânia |

### Piruetten
| Evento                        | Ouro                                       | Prata                                   | Bronze                                      |
| Individual masculino detalhes | Ma Xiaodong · China                        | Evan Lysacek · Estados Unidos           | Anton Smirnov · Rússia                      |
| Individual feminino detalhes  | Susanna Pöykiö · Finlândia                 | Ann Patrice McDonough · Estados Unidos  | Tatiana Basova · Rússia                     |
| Duplas detalhes               | Zhang Dan · Zhang Hao · China              | Alena Maltseva · Oleg Popov · Rússia    | Alicia Heelan · Eric Leser · Estados Unidos |
| Dança no gelo detalhes        | Elena Khaliavina · Maxim Shabalin · Rússia | Anna Motovilova · Denis Egorov · Rússia | Christina Beier · William Beier · Alemanha  |

### Final do Grand Prix Júnior
| Evento                        | Ouro                                             | Prata                                             | Bronze                                        |
| Individual masculino detalhes | Ma Xiaodong · China                              | Sergei Dobrin · Rússia                            | Stanislav Timchenko · Rússia                  |
| Individual feminino detalhes  | Ann Patrice McDonough · Estados Unidos           | Kristina Oblasova · Rússia                        | Yukari Nakano · Japão                         |
| Duplas detalhes               | Zhang Dan · Zhang Hao · China                    | Kristen Roth · Michael McPherson · Estados Unidos | Yuko Kawaguchi · Alexander Markuntsov · Japão |
| Dança no gelo detalhes        | Tanith Belbin · Benjamin Agosto · Estados Unidos | Elena Khaliavina · Maxim Shabalin · Rússia        | Miriam Steinel · Vladimir Tsvetkov · Alemanha |

## Classificação para a Final do Grand Prix Júnior
Cada patinador pontua dependendo da posição obtida, somando as duas melhores pontuações. Os oito melhores se classificam para disputa da final. A pontuação por eventos é a seguinte:
| Pos. | Pontos (Individuais/Dança) | Pontos (Duplas) |
| ---- | -------------------------- | --------------- |
| 1º   | 15                         | 15              |
| 2º   | 13                         | 13              |
| 3º   | 11                         | 11              |
| 4º   | 9                          | 9               |
| 5º   | 7                          | 7               |
| 6º   | 5                          | 5               |
| 7º   | 4                          | 4               |
| 8º   | 3                          | 3               |
| 9º   | 2                          | –               |
| 10º  | 1                          | –               |

### Classificados
|             | Masculino               | Feminino                  | Duplas                                    | Dança no gelo                               |
| ----------- | ----------------------- | ------------------------- | ----------------------------------------- | ------------------------------------------- |
| 1           | USA Parker Pennington   | RUS Kristina Oblasova     | CHN Zhang Dan / Zhang Hao                 | RUS Elena Khaliavina / Maxim Shabalin       |
| 2           | CHN Ma Xiaodong         | JPN Yukari Nakano         | JPN Yuko Kawaguchi / Alexander Markuntsov | UKR Alla Beknazarova / Yuri Kocherzhenko    |
| 3           | USA Ryan Bradley        | SUI Sarah Meier           | RUS Svetlana Nikolaeva / Pavel Lebedev    | USA Tanith Belbin / Benjamin Agosto         |
| 4           | RUS Stanislav Timchenko | FIN Susanna Pöykiö        | CHN Ding Yang / Ren Zongfei               | RUS Elena Romanovskaya / Alexander Grachev  |
| 5           | RUS Anton Smirnov       | GER Susanne Stadlmüller   | USA Christen Dean / Joshua Murphy         | UKR Viktoria Polzykina / Alexander Shakalov |
| 6           | RUS Sergey Dobrin       | HUN Tamara Dorofejev      | USA Kristen Roth / Michael McPherson      | GER Miriam Steinel / Vladimir Tsvetkov      |
| 7           | USA Evan Lysacek        | USA Ann Patrice McDonough | USA Sima Ganaba / Amir Ganaba             | RUS Oksana Domnina / Maxim Bolotine         |
| 8           | CAN Nicholas Young      | RUS Svetlana Chernyshova  | USA Amanda Magarian / Jered Guzman        | CZE Lucie Kadlcakova / Hynek Bilek          |
| Substitutos |                         |                           |                                           |                                             |
| 1º          | RUS Andrei Griazev      | POL Anna Jurkiewicz       | RUS Julia Karbovskaya / Sergei Slavnov    | USA Kendra Goodwin / Chris Obzansky         |
| 2º          | CAN Jeffrey Buttle      | USA Sara Wheat            | RUS Alena Maltseva / Oleg Popov           | RUS Anna Motovilova / Denis Egorov          |
| 3º          | USA Johnny Weir         | UKR Svetlana Pilipenko    | RUS Julia Shapiro / Dmitri Khromin        | UKR Marina Kozlova / Sergei Baranov         |